# McKinley Freeman
Pour les articles homonymes, voir Freeman.
McKinley Freeman, de son vrai nom David Freeman, est un acteur américain.

## Filmographie
| Film           | Film                                      | Film                 | Film                      |
| Année          | Film                                      | Rôle                 | Note                      |
| Télévision     | Télévision                                | Télévision           | Télévision                |
| Année          | Titre                                     | Rôle                 | Note                      |
| -------------- | ----------------------------------------- | -------------------- | ------------------------- |
| 2004           | La Force du Destin (All my Children)      | McKinley             | 1 épisode                 |
| 2005           | Urgences (Emergency Room)                 | Médecin de vol       | saison 1, épisode 2       |
| 2005           | Les Experts : Miami (CSI : Miami)         | Un policier          | saison 3, épisode 21      |
| 2005           | Over There                                | MP                   | saison 1, épisode 2       |
| 2006           | Dernier Recours (In Justice)              | Ray Estevez          | saison 1, épisode 9       |
| 2006           | Close to Home : Juste Cause               | William Harding      | saison 1, épisode 18      |
| 2006           | Boston Justice (Boston Legal)             | Un avocat            | saison 2, épisode 26      |
| 2007           | Esprits criminels (Criminal Minds)        | Agent Franks         | saison 2, épisode 14      |
| 2008 - 2011    | Des jours et des vies (Days of our lives) | Evan Sayers          | 13 épisodes               |
| 2009           | Samantha Qui ? (Samantha Who ?)           | Tony Dane            | rôle récurrent - saison 2 |
| 2009           | NCIS : Enquêtes spéciales                 | Ross Barnes          | saison 7, épisode 5       |
| 2009           | Alliances et trahisons (General Hospital) | Roy Williams         | 3 épisodes                |
| 2011           | The Protector                             | Patrick Purcell      | saison 1, épisode 13      |
| 2011           | The Closer : L.A. enquêtes prioritaires   | Agent Burns          | saison 7, épisode 13      |
| 2012           | 193 Coups de Folie (Blue-Eyed Butcher)    | Constable            | téléfilm de Lifetime      |
| 2012           | The Client List                           | Le client            | saison 1, épisode 7       |
| 2013           | Major Crimes                              | Agent Burns          | saison 2, épisode 10      |
| 2013           | Bones                                     | Coach Davis McIntyre | saison 9, épisode 11      |
| 2013 - présent | Hit the Floor                             | Derek Roman          | rôle régulier             |
| 2014           | Second Chance Christmas                   | Malcolm              | téléfilm de TV One        |
| 2017           | Scandal                                   |                      | saison 6, épisode 14      |